# Gouverneur de l'Alaska
Le gouverneur de l’Alaska est le chef de l’exécutif du gouvernement de l’Alaska et le commandant en chef des forces militaires de l’État.
La fonction est occupée par le républicain Mike Dunleavy depuis le 3 décembre 2018.

## Pouvoirs
Le gouverneur a le devoir de veiller à l'application des lois de l'État et le droit d'approuver les lois votées par la législature ou d’y mettre son veto, de convoquer le pouvoir législatif et d'accorder le droit de grâce. 
Depuis un référendum d'initiative populaire, le gouverneur n'a plus le pouvoir de pourvoir un poste de sénateur vacant. Ce changement fait suite à une affaire provoquée en 2002 par le gouverneur Frank Murkowski. Tout juste élu gouverneur, celui ci avait démissionné de son poste de sénateur avant d'y nommer sa fille Lisa Murkowski.

## Histoire
Les premiers gouverneurs d'Alaska furent les représentants du tsar dans l'Amérique russe. Après le rachat de l'Alaska par les États-Unis en 1867, le territoire fut géré directement par l'armée américaine avec à sa tête un militaire portant le titre de commandant du département. Après un court intermède des douanes, ce contrôle échut en 1874 à la marine américaine. En 1887, repassé sous administration civile, un gouverneur de district fut nommé par Washington puis un gouverneur de territoire lorsque l'Alaska devint en 1912 un territoire organisé des États-Unis. En 1956, l'Alaska devint le 49e État de l'Union et comme pour les autres États des États-Unis, le gouverneur fut élu.
Deux personnes ont servi deux fois comme gouverneur, William A. Egan et Walter Hickel, ce dernier avec presque 25 ans entre ses deux mandats (1966-1969 et 1990-1994). Egan est celui qui a servi le plus longtemps, occupant cette fonction pendant presque 12 ans en deux périodes distinctes (1959-1966 et 1970-1974). Le gouverneur de territoire ayant servi le plus longtemps est Ernest Gruening, qui fut en poste 13 ans et demi, de 1939 à 1953.
Sarah Palin, première femme à occuper le poste de gouverneur de l’Alaska, est le premier détenteur de ce poste à figurer sur un ticket d'un des grands partis pour l'élection à la présidence et à la vice-présidence des États-Unis (en 2008).

## Système électoral

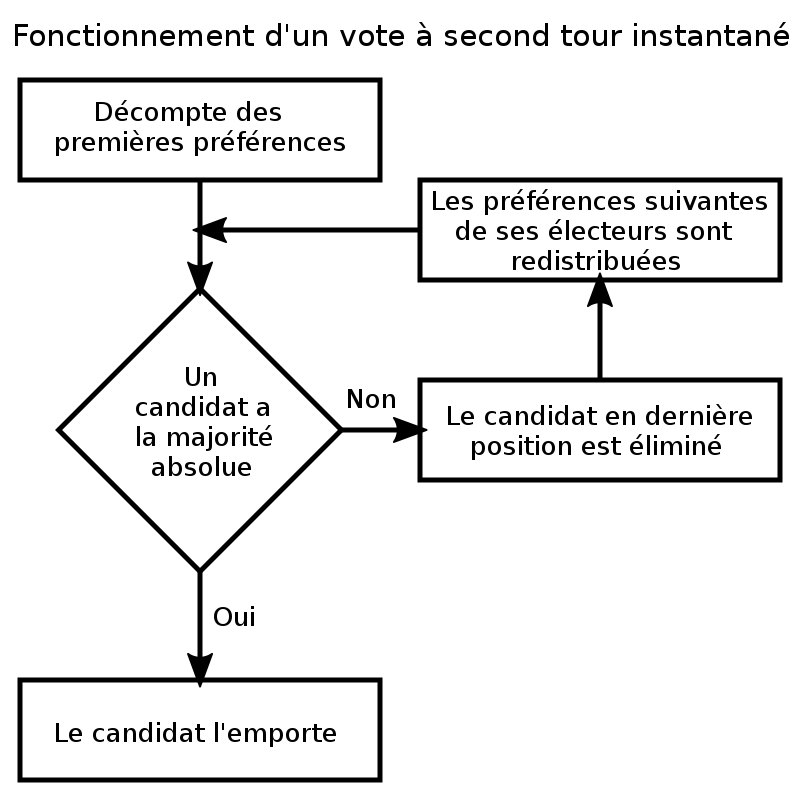
Fonctionnement d'un vote à second tour instantané

### En vigueur
Le gouverneur de l'Alaska est élu au vote à second tour instantané, associé à des primaires ouvertes communes. Le système consiste à faire s'opposer l'ensemble des candidats des différentes partis au sein d'une grande primaire ouverte où plusieurs candidats d'un même parti peuvent s'affronter, et à laquelle l'ensemble des électeurs peut voter. Les quatre candidats arrivés en tête tous partis confondus sont qualifiés pour l'élection proprement dite, organisée en un seul tour au vote à second tour instantané. Les électeurs classent les candidats par ordre de préférences, et les candidats ayant reçu le moins de voix sont éliminés avec un report des secondes préférences de leurs électeurs jusqu'à ce qu'un candidat ait obtenu la majorité absolue,. 
Le mandat est de quatre ans renouvelable une seule fois de manière consécutive. Un gouverneur ayant accompli deux mandats successifs peut néanmoins se représenter après un délai d'une durée d'un mandat entier, soit quatre ans.
Selon la constitution de l'État, l'élection du gouverneur et du lieutenant-gouverneur a lieu simultanément, les deux figurant sur le même ticket : ils se présentent ensemble comme pour l'élection présidentielle américaine. Leur mandat débute le premier lundi de décembre suivant leur élection. Si le poste de gouverneur devient vacant, le lieutenant-gouverneur devient gouverneur jusqu'à la fin du mandat prévu (la constitution d'origine créait le poste de secrétaire d'État qui était fonctionnellement identique à celui d'un lieutenant-gouverneur et prit ce nom en 1970).

### Passé
Jusqu'en 2020, le système électoral utilisé était le scrutin uninominal majoritaire à un tour précédé de primaires fermées, où seuls les électeurs s'étant enregistrés comme appartenant à un parti pouvaient participer. Un référendum d'initiative populaire organisé le 3 novembre 2020 voit la population approuver le passage au système en vigueur. Le nouveau système voit sa constitutionnalité confirmée le 30 juillet 2021 par la Cour supérieure de l'Alaska, avant d'être utilisé pour la première fois lors de l'élection gouvernorale de 2022,.

## Liste

### Gouverneurs russes (1784-1867)
Jusqu'en 1799, l'Alaska était géré par la Compagnie Chelikhov-Golikov, ensuite il le fut par la Compagnie russe d'Amérique.
- 1784-1792 : Grigori Chelikhov
- 1792-11 janvier 1818 : Alexandre Andreïevitch Baranov
- 11 janvier 1818-24 octobre 1818 : Leonti Andrianovitch Hagemeister
- 24 octobre 1818-15 septembre 1820 : Sémion Ivanovitch Yanovski
- 15 septembre 1820-14 octobre 1825 : Matveï Ivanovitch Mouraviev
- 14 octobre 1825-1er juin 1830 : Piotr Igorovitch Tchistiakov
- 1er juin 1830-29 octobre 1835 : Ferdinand Petrovitch von Wrangel
- 29 octobre 1835-25 mai 1840 : Ivan Antonovitch Koupreïanov
- 25 mai 1840-9 juillet 1845 : Adolf Karlovitch Etoline
- 9 juillet 1845-14 octobre 1850 : Mikhaïl Dmitrievitch Tebenkov
- 14 octobre 1850-31 mars 1853 : Nikolaï Yakovlevitch Rozenberg
- 31 mars 1853-22 avril 1854 : Alexandre Ilitch Roudakov
- 22 avril 1854-22 juin 1859 : Stépan Vassilievitch Voïevodski
- 22 juin 1859-2 décembre 1863 : Johann Hampus Furuhjelm
- 2 décembre 1863-18 octobre 1867 : Dmitri Petrovitch Maksoutov

### Commandants du Département (1867-1877)

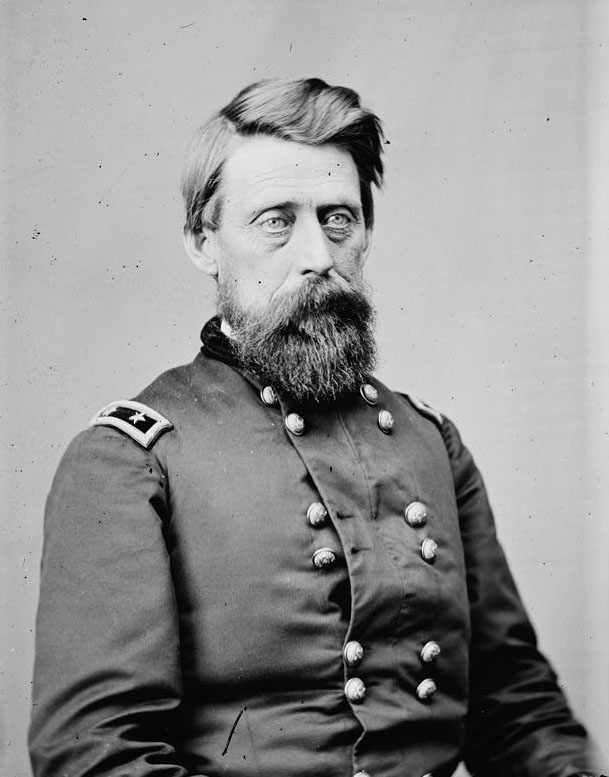
Le major général Jefferson Columbus Davis fut le premier commandant du Department of Alaska.

Du 18 octobre 1867 au 14 juin 1877, l'Alaska était géré par l'armée américaine, après l'achat de l'Alaska en 1867 par les États-Unis.
- 18 octobre 1867-31 août 1870 : Jefferson Columbus Davis
- 1er septembre 1870-22 septembre 1870 : George K. Brady
- 23 septembre 1870-19 septembre 1871 : John C. Tidball
- 20 septembre 1871-3 janvier 1872 : Harvey A. Allen
- 4 janvier 1872-20 avril 1874 : Joseph Steward
- 21 avril 1874-16 août 1874 : George B. Rodney
- 17 août 1874-14 juin 1876 : Joseph B. Campbell
- 15 juin 1876-4 mars 1877 : John Mendenhall
- 5 mars 1877-14 juin 1877 : Arthur Morris

### Collecteurs des douanes du Département (1877-1879)
Du 14 juin 1877 au 13 juin 1879, l'Alaska était géré par le département du Trésor des États-Unis. L'administrateur suprême de l'Alaska est alors le collecteur des douanes.
- 14 juin 1877-13 août 1877 : Montgomery P. Berry
- 14 août 1877-26 mars 1878 : H. C. DeAhna
- 27 mars 1878-13 juin 1879 : Mottrom D. Ball

### Commandants du Département (1879-1884)
Du 14 juin 1879 au 17 mai 1884, l'Alaska est administré par la marine américaine.
- 14 juin 1879-12 septembre 1881 : Lester A. Beardslee
- 13 septembre 1881-9 août 1881 : Henry Glass (première fois)
- 10 août 1881-18 octobre 1882 : Edward Lull
- 19 octobre 1882-12 mars 1882 : Henry Glass (deuxième fois)
- 13 mars 1882-3 octobre 1882 : Frederick Pearson
- 4 octobre 1882-13 septembre 1883 : Edgar C. Merriman
- 15 septembre 1883-13 septembre 1884 : Joseph B. Coghlan
- 14 septembre 1884-15 septembre 1884 : Henry E. Nichols

### Gouverneurs (depuis 1884)
Liste des gouverneurs du district (17 mai 1884), du territoire (24 août 1912) puis de l'État (3 janvier 1959) d'Alaska.
| Nom                            | Parti              | Parti                                  | Mandat                                             |
| ------------------------------ | ------------------ | -------------------------------------- | -------------------------------------------------- |
| John Kinkead                   |                    | Républicain                            | 4 juillet 1884 - 7 mai 1885                        |
| Alfred Swineford               |                    | Démocrate                              | 7 mai 1885 - 20 avril 1889                         |
| Lyman Knapp                    |                    | Républicain                            | 20 avril 1889 - 18 juin 1893                       |
| James Sheakley                 |                    | Démocrate                              | 18 juin 1893 - 23 juin 1897                        |
| John Brady                     |                    | Républicain                            | 23 juin 1897 - 2 mars 1906                         |
| Wilford Hoggatt                |                    | Républicain                            | 2 mars 1906 - 1er octobre 1909                     |
| Walter Clark                   |                    | Républicain                            | 1er octobre 1909 - 21 mai 1913                     |
| John Franklin Alexander Strong |                    | Démocrate                              | 21 mai 1913 - 12 avril 1918                        |
| Thomas Riggs, Jr.              |                    | Démocrate                              | 12 avril 1918 - 16 juin 1921                       |
| Scott Bone                     |                    | Républicain                            | 21 juin 1921 - 16 août 1925                        |
| George Parks                   |                    | Républicain                            | 16 août 1925 - 19 avril 1933                       |
| John Weir Troy                 |                    | Démocrate                              | 19 avril 1933 - 6 décembre 1939                    |
| Ernest Gruening                |                    | Démocrate                              | 6 décembre 1939 - 10 avril 1953                    |
| B. Frank Heintzleman           |                    | Républicain                            | 10 avril 1953 - 3 janvier 1957                     |
| Waino Hendrickson              |                    | Républicain                            | Interim du 3 janvier au 8 juin 1957                |
| Mike Stepovich                 |                    | Républicain                            | 8 juin 1957 - 9 août 1958                          |
| Waino Hendrickson              |                    | Républicain                            | Second interim du 9 août 1958 au 3 janvier 1959    |
| William Allen Egan             |                    | Démocrate                              | 3 janvier 1959 - 5 décembre 1966 (premier mandat)  |
| Walter Hickel                  |                    | Républicain                            | 5 décembre 1966 - 29 janvier 1969 (premier mandat) |
| Keith Harvey Miller            |                    | Républicain                            | 29 janvier 1969 - 5 décembre 1970                  |
| William Allen Egan             |                    | Démocrate                              | 5 décembre 1970 - 2 décembre 1974 (second mandat)  |
| Jay Hammond                    |                    | Républicain                            | 2 décembre 1974 - 6 décembre 1982                  |
| Bill Sheffield                 |                    | Démocrate                              | 6 décembre 1982 - 1er décembre 1986                |
| Steve Cowper                   |                    | Démocrate                              | 1er décembre 1986 - 3 décembre 1990                |
| Walter Hickel                  |                    | Alaskan Independence Party (1990-1994) | 3 décembre 1990 - 5 décembre 1994 (second mandat)  |
| Walter Hickel                  | Républicain (1994) |                                        | 3 décembre 1990 - 5 décembre 1994 (second mandat)  |
| Tony Knowles                   |                    | Démocrate                              | 5 décembre 1994 - 2 décembre 2002                  |
| Frank Murkowski                |                    | Républicain                            | 2 décembre 2002 - 6 décembre 2006                  |
| Sarah Palin                    |                    | Républicain                            | 4 décembre 2006 - 26 juillet 2009                  |
| Sean Parnell                   |                    | Républicain                            | 26 juillet 2009 - 1er décembre 2014                |
| Bill Walker                    |                    | Indépendant                            | 1er décembre 2014 - 3 décembre 2018                |
| Mike Dunleavy                  |                    | Républicain                            | Depuis le 3 décembre 2018                          |